# Michaił Herzenstein
Michaił Herzenstein, ros. Михаил Яковлевич Герценштейн; (ur. 10 kwietnia?/22 kwietnia 1859 w Odessie, zm. 18 lipca?/31 lipca 1906 w Terijoki) – rosyjski ekonomista, działacz społeczny i polityczny związany z kadetami, deputowany do I Dumy Państwowej.
Był z pochodzenia Żydem. W 1881 ukończył studia na wydziale prawa Imperatorskiego Uniwersytetu Noworosyjskiego w Odessie i kurs ekonomii politycznej w Cesarstwie Niemieckim. Od 1884 współpracował z pismami Russkaja mysl', Juridiczeskij wiestnik i Russkije wiedomosti. W latach 1880–1901 był sekretarzem Banku Ziemskiego w Moskwie. Od 1904 był profesorem-adiunktem ekonomii politycznej i statystyki w instytucie gospodarstwa wiejskiego na Uniwersytecie Moskiewskim, wykładał także w instytucie handlowym.
Związany z partią kadetów od początku jej istnienia, zaliczał się do prawicowego skrzydła partii i kierował wewnątrzpartyjną komisją ds. rolniczych i był głównym autorem programu konstytucyjnych demokratów w kwestii agrarnej. W 1906 wybrany posłem do I Dumy Państwowej z okręgu moskiewskiego. Jego działalność parlamentarna ponownie koncentrowała się wokół zagadnień związanych z rolnictwem i chłopstwem. Wymieniany jako kandydat na ministra finansów.
Zginął w zamachu zorganizowanym przez Czarną Sotnię w Terijoki, zastrzelony podczas spaceru nad morzem.